# كلية الحاسبات والمعلومات (جامعة الزقازيق)
تم إنشاء كلية الحاسبات والمعلومات بجامعة الزقازيق بموجب قرار رئيس الجمهورية رقم (84) لسنة 1997 م .
تم إصدار اللائحة الداخلية للكلية بموجب القرارالوزارى رقم (1209) بتاريخ 17/9/1998 م وقد وافق عليها المجلس الأعلى للجامعات بجلسته (343) المنعقدة بتاريخ 27/7/1998 م، وقد تم تعديل اللائحة بموجب القرار الوزاري رقم (2645) بتاريخ 10/ 10 /2006 م
قبول الدفعة الأولى بالكلية للعام الجامعى 98/99 وكان عدد الطلاب 85 طالب وطالبة، وتم تخريج خمس دفعات من الكلية من 2001 إلى 2006 بإجمالي عدد 642 خريج. يعد الأستاذ الدكتور / إسماعيل عمرو إسماعيل مؤسس كلية الحاسبات والمعلومات بجامعة الزقازيق وهو أول عميد للكلية.
تحتوى الكلية على العديد من المدرجات الدراسية مزودة بأحدث الأجهزة السمعية والبصرية التي تساعد على سلامة العملية التعليمية. هذا وتتصل معامل الكلية بشبكة إنترنت خاصة بشبكة الجامعات المصرية التابعة للمجلس الأعلى للجامعات – مما يجعل الانترنت متاحا للطلاب والباحثين واعضاء هيئة التدريس والعاملين بالكلية بصفة دائمة. تم إنشاء نادى للتكنولوجيا بالاشتراك مع وزارة الاتصالات لتنمية المهارات للعديد من الطلبة والخرجين. تم إنشاء مركز استشارات وبحوث تكنولوجيا المعلومات كوحدة ذات طابع خاص بقرار رئيس المجلس الأعلى للجامعات رقم 205 بتاريخ 11/8/2004.

## المعامل التخصصية
تحتوى الكلية على عدة معامل تخصصية، ومنها:
1. معمل قواعد البيانات.
2. معمل نظم المعلومات الجغرافية.
3. معمل الفيزياء.